# 2026-os labdarúgó-világbajnokság-selejtező (CONCACAF)
A 2026-os labdarúgó-világbajnokság afrikai selejtező mérkőzéseit 2024 márciusa és 2025 novembere között játsszák le. Az Egyesült Államokban, Kanadában és Mexikóban tartott tornára a szövetség a három rendezőn kívül három automatikus kvótát kapott, valamint két csapat az interkontinentális pótselejtezőn fog részt venni.

## Formátum
2017. május 9-én a FIFA Tanács jóváhagyta a kvóták elosztását. Ez a CONCACAF régiónak 6 közvetlen és két interkontinentális kvótát jelentett. A korábbi világbajnokságokhoz képest megváltozott formátumban azonban nincs külön kvótája a rendezőnek, az automatikusan résztvevő rendező országok kvótáit mostantól az adott szövetség kvótáiból veszik el. A FIFA 2018. június 13-án döntött arról, hogy a világbajnokságot Kanada, Mexikó és az Egyesült Államok rendezi.
2023. február 14-én a FIFA Tanács a három rendezőnek automatikus kvótát adott, így három közvetlen és két interkontinentális kvótáról kell dönteni a selejtezőben. Február 28-án a CONCACAF bejelentette a selejtező formátumát.
- Első forduló: 4 csapat vett részt. A 2023 decemberi FIFA-világranglista alapján a 29–32. helyen rangsorolt csapatokat két párba osztották. A csapatok oda-visszavágós mérkőzéseket játszottak. A két győztes a második fordulóba jutott.
- Második forduló: 30 csapat vesz részt, a 2023 decemberi FIFA-világranglista alapján az 1–28. helyen rangsorolt csapatok és az első forduló két győztese. A csapatokat 6 darab ötcsapatos csoportba osztják, ahol egyszeri körmérkőzéseket játszanak (kettőt pályaválasztóként, kettőt idegenben). A csoport első két helyezettje továbbjut a harmadik fordulóba.
- Harmadik forduló: A második forduló 12 továbbjutója vesz részt. A csapatokat 3 darab négycsapatos csoportba sorsolják. A csapatok oda-visszavágós körmérkőzéseket játszanak egymással. A három csoport győztese kijut a világbajnokságra. A két legjobb második helyezett az interkontinentális pótselejtezőbe kerül.

## Naptár
A mérkőzéseket az alábbi időpontokban játsszák:
| Forduló          | Játéknap      | Dátum                 |
| ---------------- | ------------- | --------------------- |
| Első forduló     | 1. mérkőzés   | 2024. március 22–26.  |
| Első forduló     | 2. mérkőzés   | 2024. március 22–26.  |
| Második forduló  | 1–2. mérkőzés | 2024. június 3–11.    |
| Második forduló  | 3–4. mérkőzés | 2025. június 2–10.    |
| Harmadik forduló | 1. játéknap   | 2025. szeptember 1–9. |
| Harmadik forduló | 2. játéknap   | 2025. szeptember 1–9. |
| Harmadik forduló | 3. játéknap   | 2025. október 6–14.   |
| Harmadik forduló | 4. játéknap   | 2025. október 6–14.   |
| Harmadik forduló | 5. játéknap   | 2025. november 10–18. |
| Harmadik forduló | 6. játéknap   | 2025. november 10–18. |

## Első forduló
| 1. csapat                | Össz.Tooltip Aggregate score | 2. csapat                 | 1. mérk. | 2. mérk.   |
| ------------------------ | ---------------------------- | ------------------------- | -------- | ---------- |
| Anguilla                 | 1–1 (t. 4–3)                 | Turks- és Caicos-szigetek | 0–0      | 1–1 (h.u.) |
| Amerikai Virgin-szigetek | 1–1 (t. 2–4)                 | Brit Virgin-szigetek      | 1–1      | 0–0 (h.u.) |

## Második forduló

### A csoport
| Hely. | Csapat             | M | Gy | D | V | G+ | G– | Gk | P | Továbbjutás              |     | Honduras | Kuba    | Kajmán-szigetek | Antigua és Barbuda | Bermuda  |
| ----- | ------------------ | - | -- | - | - | -- | -- | -- | - | ------------------------ | --- | -------- | ------- | --------------- | ------------------ | -------- |
| 1.    | Honduras           | 2 | 2  | 0 | 0 | 9  | 2  | +7 | 6 | Továbbjut a 3. fordulóba |     | —        | 3–1     | —               | jún. 10.           | —        |
| 2.    | Kuba               | 2 | 1  | 0 | 1 | 4  | 3  | +1 | 3 | Továbbjut a 3. fordulóba |     | —        | —       | 3–0             | —                  | jún. 10. |
| 3.    | Kajmán-szigetek    | 2 | 1  | 0 | 1 | 1  | 3  | −2 | 3 |                          |     | jún. 7.  | —       | —               | 1–0                | —        |
| 4.    | Antigua és Barbuda | 2 | 0  | 1 | 1 | 1  | 2  | −1 | 1 |                          | —   | jún. 6.  | —       | —               | 1–1                |          |
| 5.    | Bermuda            | 2 | 0  | 1 | 1 | 2  | 7  | −5 | 1 |                          | 1–6 | —        | jún. 4. | —               | —                  |          |

1. ↑  A Kuba–Kajmán-szigetek mérkőzést a FIFA 3-0-s eredménnyel Kuba javára írta a kajmán-szigeteki csapat vízumproblémái miatt.[6]

### B csoport
| Hely. | Csapat               | M | Gy | D | V | G+ | G– | Gk | P | Továbbjutás              |         | Costa Rica | Trinidad és Tobago | Saint Kitts és Nevis | Grenada  | Bahama-szigetek |
| ----- | -------------------- | - | -- | - | - | -- | -- | -- | - | ------------------------ | ------- | ---------- | ------------------ | -------------------- | -------- | --------------- |
| 1.    | Costa Rica           | 2 | 2  | 0 | 0 | 7  | 0  | +7 | 6 | Továbbjut a 3. fordulóba |         | —          | jún. 10.           | 4–0                  | —        | —               |
| 2.    | Trinidad és Tobago   | 2 | 1  | 1 | 0 | 9  | 3  | +6 | 4 | Továbbjut a 3. fordulóba |         | —          | —                  | jún. 6.              | 2–2      | —               |
| 3.    | Saint Kitts és Nevis | 2 | 1  | 0 | 1 | 1  | 4  | −3 | 3 |                          |         | —          | —                  | —                    | jún. 10. | 1–0             |
| 4.    | Grenada              | 2 | 0  | 1 | 1 | 2  | 5  | −3 | 1 |                          | 0–3     | —          | —                  | —                    | jún. 4.  |                 |
| 5.    | Bahama-szigetek      | 2 | 0  | 0 | 2 | 1  | 8  | −7 | 0 |                          | jún. 7. | 1–7        | —                  | —                    | —        |                 |

### C csoport
| Hely. | Csapat      | M | Gy | D | V | G+ | G– | Gk | P | Továbbjutás              |     | Curaçao  | Haiti | Saint Lucia | Aruba | Barbados |
| ----- | ----------- | - | -- | - | - | -- | -- | -- | - | ------------------------ | --- | -------- | ----- | ----------- | ----- | -------- |
| 1.    | Curaçao     | 2 | 2  | 0 | 0 | 6  | 1  | +5 | 6 | Továbbjut a 3. fordulóba |     | —        | —     | jún. 6.     | —     | 4–1      |
| 2.    | Haiti       | 2 | 2  | 0 | 0 | 5  | 2  | +3 | 6 | Továbbjut a 3. fordulóba |     | jún. 10. | —     | 2–1         | —     | —        |
| 3.    | Saint Lucia | 2 | 0  | 1 | 1 | 3  | 4  | −1 | 1 |                          |     | —        | —     | —           | 2–2   | jún. 10. |
| 4.    | Aruba       | 2 | 0  | 1 | 1 | 2  | 4  | −2 | 1 |                          | 0–2 | jún. 7.  | —     | —           | —     |          |
| 5.    | Barbados    | 2 | 0  | 0 | 2 | 2  | 7  | −5 | 0 |                          | —   | 1–3      | —     | jún. 4.     | —     |          |

### D csoport
| Hely. | Csapat     | M | Gy | D | V | G+ | G– | Gk | P | Továbbjutás              |     | Nicaragua | Panama | Guyana  | Montserrat (sziget) | Belize |
| ----- | ---------- | - | -- | - | - | -- | -- | -- | - | ------------------------ | --- | --------- | ------ | ------- | ------------------- | ------ |
| 1.    | Nicaragua  | 2 | 2  | 0 | 0 | 8  | 1  | +7 | 6 | Továbbjut a 3. fordulóba |     | —         | —      | jún. 6. | 4–1                 | —      |
| 2.    | Panama     | 2 | 2  | 0 | 0 | 5  | 1  | +4 | 6 | Továbbjut a 3. fordulóba |     | jún. 10.  | —      | 2–0     | —                   | —      |
| 3.    | Guyana     | 2 | 1  | 0 | 1 | 3  | 3  | 0  | 3 |                          |     | —         | —      | —       | jún. 10.            | 3–1    |
| 4.    | Montserrat | 2 | 0  | 0 | 2 | 2  | 7  | −5 | 0 |                          | —   | 1–3       | —      | —       | jún. 4.             |        |
| 5.    | Belize     | 2 | 0  | 0 | 2 | 1  | 7  | −6 | 0 |                          | 0–4 | jún. 7.   | —      | —       | —                   |        |

### E csoport
| Hely. | Csapat                | M | Gy | D | V | G+ | G– | Gk | P | Továbbjutás              |     | Guatemala | Jamaica | Dominikai Köztársaság | Dominikai Közösség | Brit Virgin-szigetek |
| ----- | --------------------- | - | -- | - | - | -- | -- | -- | - | ------------------------ | --- | --------- | ------- | --------------------- | ------------------ | -------------------- |
| 1.    | Guatemala             | 2 | 2  | 0 | 0 | 9  | 0  | +9 | 6 | Továbbjut a 3. fordulóba |     | —         | —       | jún. 6.               | 6–0                | —                    |
| 2.    | Jamaica               | 2 | 2  | 0 | 0 | 4  | 2  | +2 | 6 | Továbbjut a 3. fordulóba |     | jún. 10.  | —       | 1–0                   | —                  | —                    |
| 3.    | Dominikai Köztársaság | 2 | 1  | 0 | 1 | 4  | 1  | +3 | 3 |                          |     | —         | —       | —                     | jún. 10.           | 4–0                  |
| 4.    | Dominikai Közösség    | 2 | 0  | 0 | 2 | 2  | 9  | −7 | 0 |                          | —   | 2–3       | —       | —                     | jún. 4.            |                      |
| 5.    | Brit Virgin-szigetek  | 2 | 0  | 0 | 2 | 0  | 7  | −7 | 0 |                          | 0–3 | jún. 7.   | —       | —                     | —                  |                      |

### F csoport
| Hely. | Csapat                                | M | Gy | D | V | G+ | G– | Gk  | P | Továbbjutás              |     | Suriname | Salvador | Puerto Rico | Saint Vincent és a Grenadine-szigetek | Anguilla |
| ----- | ------------------------------------- | - | -- | - | - | -- | -- | --- | - | ------------------------ | --- | -------- | -------- | ----------- | ------------------------------------- | -------- |
| 1.    | Suriname                              | 2 | 2  | 0 | 0 | 8  | 1  | +7  | 6 | Továbbjut a 3. fordulóba |     | —        | —        | jún. 6.     | 4–1                                   | —        |
| 2.    | Salvador                              | 2 | 1  | 1 | 0 | 3  | 1  | +2  | 4 | Továbbjut a 3. fordulóba |     | jún. 10. | —        | 0–0         | —                                     | —        |
| 3.    | Puerto Rico                           | 2 | 1  | 1 | 0 | 8  | 0  | +8  | 4 |                          |     | —        | —        | —           | jún. 10.                              | 8–0      |
| 4.    | Saint Vincent és a Grenadine-szigetek | 2 | 0  | 0 | 2 | 2  | 7  | −5  | 0 |                          | —   | 1–3      | —        | —           | jún. 4.                               |          |
| 5.    | Anguilla                              | 2 | 0  | 0 | 2 | 0  | 12 | −12 | 0 |                          | 0–4 | jún. 7.  | —        | —           | —                                     |          |

## A világbajnokságra kijutott csapatok
| Csapat           | Kvalifikáció módja | Kvalifikáció időpontja | Világbajnoki részvétel | Utolsó részvétel | Legjobb eredmény         |
| ---------------- | ------------------ | ---------------------- | ---------------------- | ---------------- | ------------------------ |
| Egyesült Államok | Rendező            | 2023. február 14.      | 12                     | 2022             | Bronzérmes (1930)        |
| Kanada           | Rendező            | 2023. február 14.      | 3                      | 2022             | Csoportkör (1986, 2022)  |
| Mexikó           | Rendező            | 2023. február 14.      | 18                     | 2022             | Negyeddöntő (1970, 1986) |

Jegyzetek
1. 1 2 3  Ugyan a rendezés jogát 2018. június 13-án kapta meg a pályázat, a FIFA elnöke, Gianni Infantino 2023. február 14-ig nem tette hivatalossá, hogy a házigazdák automatikusan kijutnak a tornára.[7]